# Immeuble au 42-66, quai du Port à Marseille
L'immeuble situé aux nos 42-66 du quai du Port à Marseille est un immeuble dont les façades et les toitures sont inscrites au titre des monuments historiques. Il est situé dans le 2e arrondissement de Marseille, en France.

## Localisation
L'immeuble est situé dans le 2e arrondissement de Marseille sur le quai du Port.

## Description
Le bâtiment fait partie d'un projet d'alignement d'immeubles sur deux rangs, dus à l'architecte Fernand Pouillon, afin de combler la rive nord du Vieux-Port, après la destruction du quartier du Panier par les allemands durant la deuxième guerre mondiale. Tout le secteur de la Tourette avait été vidé de ses habitants puis rasé, à l'exception de l’hôtel de ville et de rares immeubles remarquables.
La construction de l'ensemble commence en 1949, avec la collaboration d'Auguste Perret, pour donner un ensemble homogène, dont l'insertion soignée dans le bâti environnant est remarquable. Si tous les bâtiments ont une unité architecturale évidente, ils sont cependant différents. Ainsi les immeubles de front de mer ont des façades ajourées de balcons filants, et leur rez-de-chaussée abrite une galerie couverte publique, avec des commerces en retrait de façade. Cette galerie ombragée est ouverte sur le port par des arcades, qui permettent à nombre de restaurateurs ou limonadiers d'offrir des terrasses aux touristes.
Si les matériaux sont de qualité (pierre, briques), Pouillon a beaucoup travaillé la mise en œuvre, afin de réduire les coûts.
Seul l'immeuble du 42-66 quai du Port est classé. Il s'agit d'un bâtiment de cinq étages sur rez-de-chaussée et entresol, dont le dernier est en retrait, bien que la toiture reste à l'alignement. La façade est rythmée verticalement par des appareillages lisses de pierre, et horizontalement par un bandeau au dessus de la galerie, une corniche sous le cinquième étage. Les balcons filants sont en léger retrait. On a fait grand usage du béton armé, et utilisé des hourdis creux carrés en brique pour les dalles, restés apparents, qui donnent aux plafonds visibles dans la galerie et sous toiture, une élégance de plafond caissonné en matériau de qualité.
On notera que le Musée des docks romains (musée in situ) est inclus dans le rez-de-chaussée d'un bâtiment de deuxième ligne, au 28 place Vivaux.

## Histoire
Les façades sur rues et les toitures font l'objet d'une inscription au titre des monuments historiques depuis le 16 décembre 1993.